# Palo Alto, Veracruz
Palo Alto är en ort i Mexiko.   Den ligger i kommunen Fortín och delstaten Veracruz, i den sydöstra delen av landet, 230 km öster om huvudstaden Mexico City. Palo Alto ligger 877 meter över havet och antalet invånare är 347.
Terrängen runt Palo Alto är huvudsakligen kuperad, men åt nordost är den platt. Runt Palo Alto är det tätbefolkat, med 550 invånare per kvadratkilometer. Närmaste större samhälle är Córdoba, 6,0 km öster om Palo Alto. Trakten runt Palo Alto består till största delen av jordbruksmark.